# Útěk do Egypta

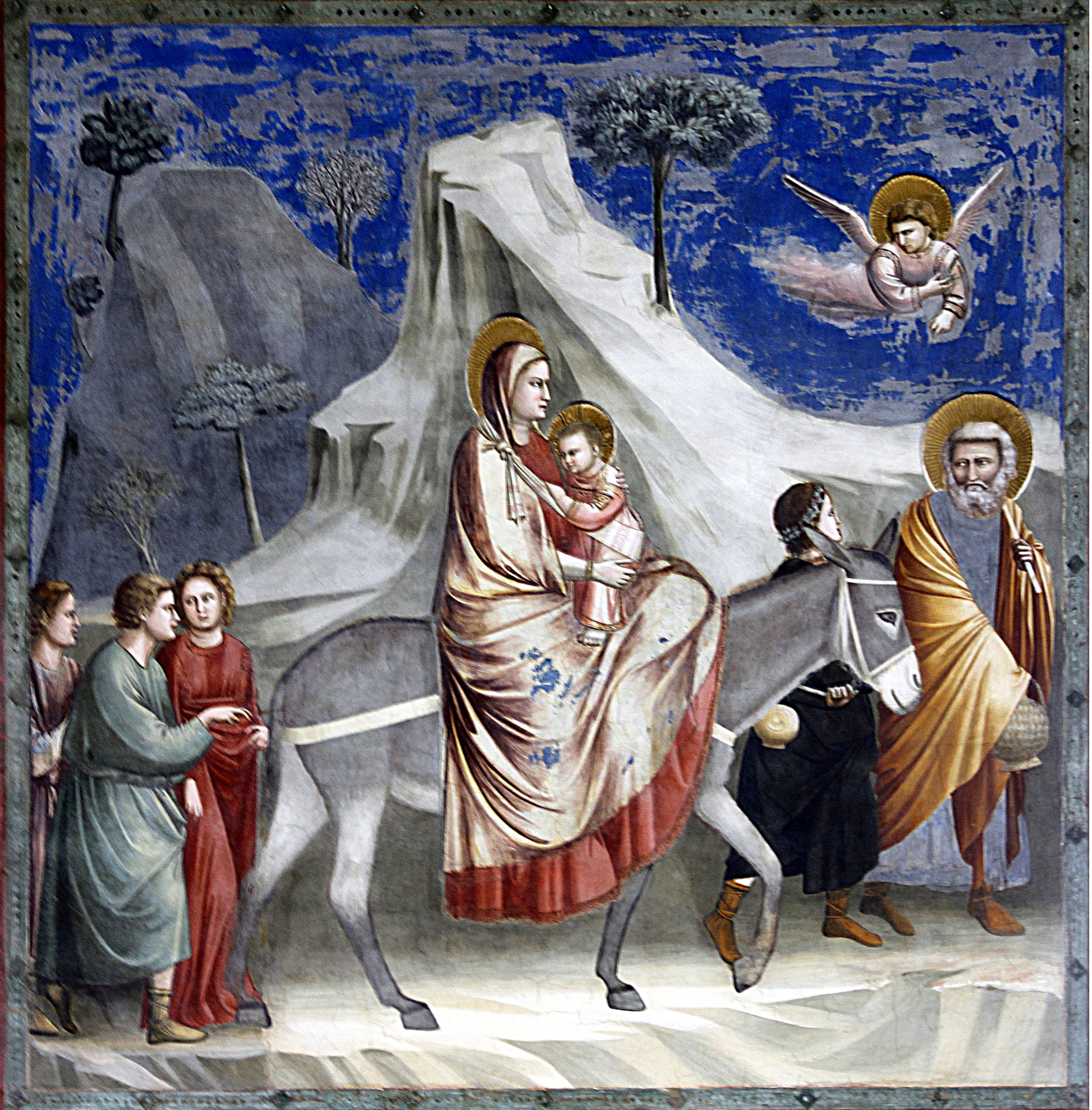
Útěk do Egypta od Giotta di Bondone (1304–06, Kaple Scrovegni, Padova)

Útěk do Egypta je biblická událost popsaná v Matoušově evangeliu (Mt 2,13–23), při níž sv. Josef uprchl se svou ženou Marií a novorozeným Ježíšem po návštěvě Tří králů z Betléma do Egypta, protože se dozvěděl, že král Herodes chystá vyvraždění všech novorozenců. Tento příběh je často zobrazován v umění jako poslední scéna sérií zobrazujících narození Ježíše a je také běžnou součástí cyklů Život Panny Marie a Život Krista.

## Zpráva v Matoušově evangeliu

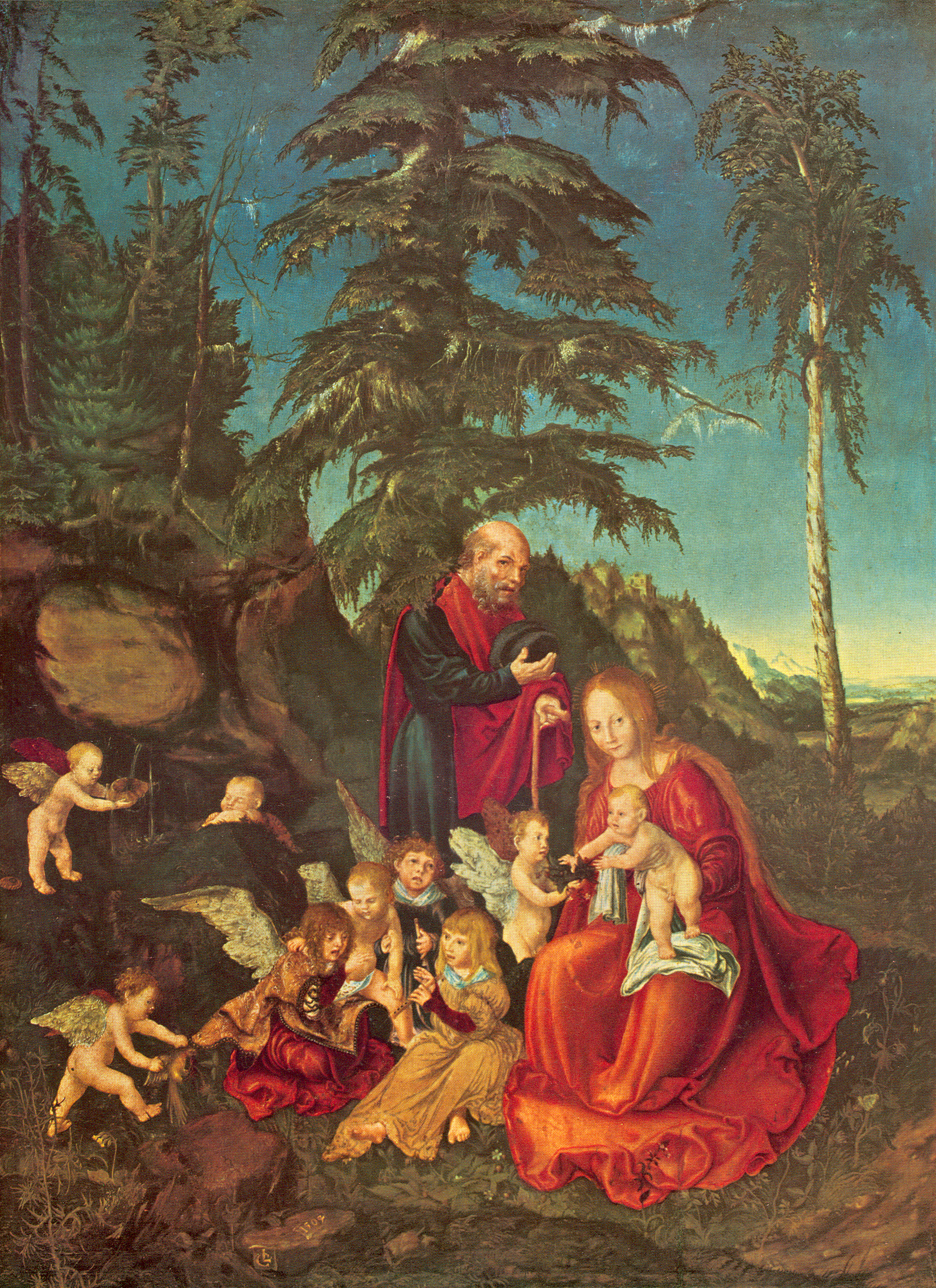
Odpočinek Panny Marie během útěku do Egypta od Lucase Cranacha staršího (1504, Státní muzea v Berlíně)

O útěku do Egypta hovoří druhá kapitola evangelia podle Matouše (ekumenický překlad).
Když mudrci z Východu přišli hledat Ježíše, přišli ke králi Herodovi do Jeruzaléma a ptali se, kde mohou nalézt novorozeného „krále Židů“ (Mt 2,1–2). Herodes byl znepokojen, že by dítě mohlo ohrozit jeho vládu, a požadoval jeho smrt (Mt 2,16). Proto zahájil vraždění Mláďátek ve snaze Ježíška zabít. Ale Josefovi se zjevil anděl a varoval ho, aby odvedl Ježíše a jeho matku do Egypta (Mt 2,13–15).
Egypt byl logickým útočištěm, protože byl mimo oblast ovládanou Herodem, ale přitom byl jak Egypt, tak Palestina součástí Římské říše, což umožňovalo snadné a relativně bezpečné cestování mezi těmito oblastmi.

### Návrat z Egypta

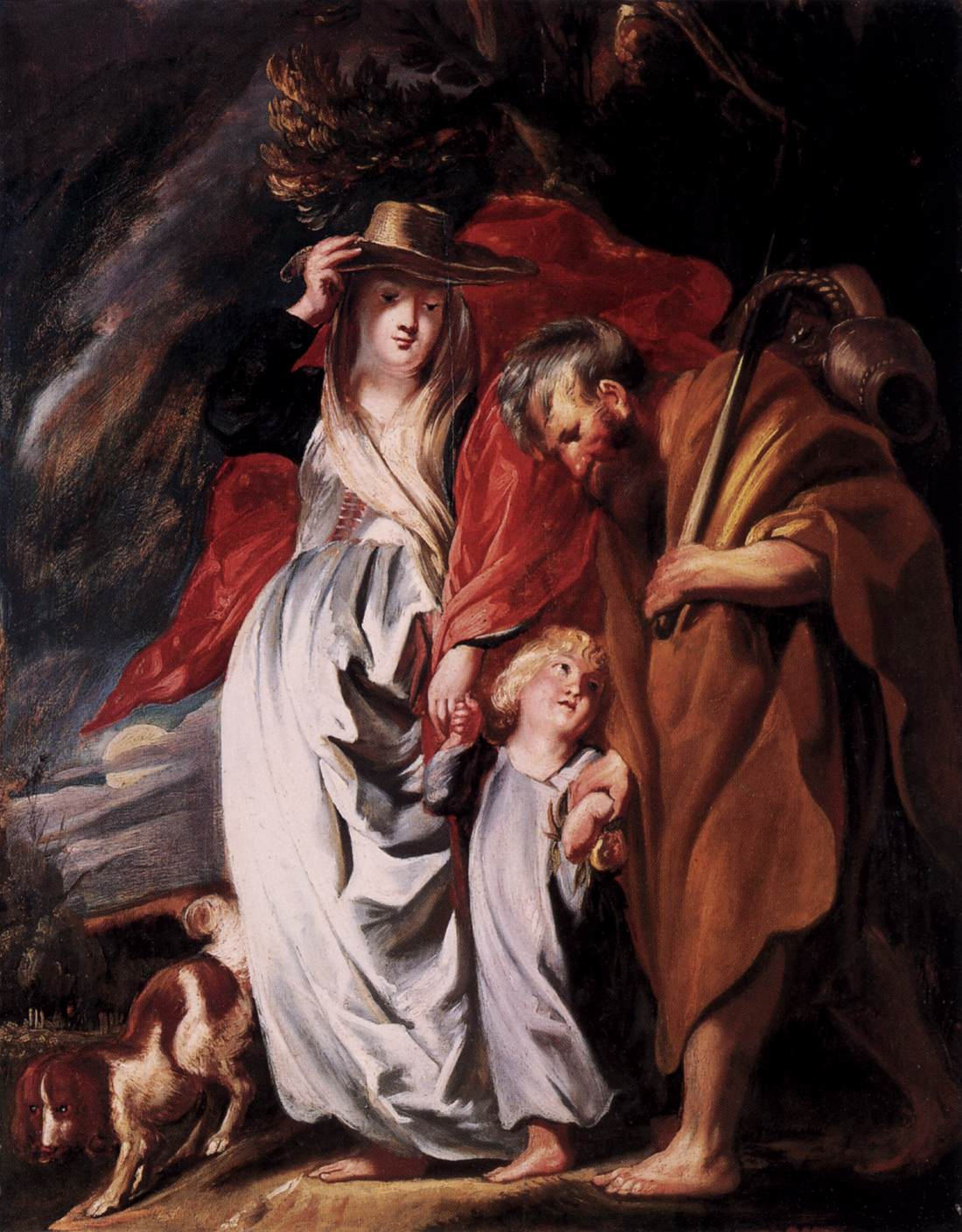
Návrat Svaté rodiny z Egypta od Jacoba Jordaense (cca 1616, Státní muzea v Berlíně)

Po čase se Svatá rodina z Egypta vrátila – text uvádí, že poté, co jejich nepřátelé zemřeli. Matouš se nezmiňuje, jak Herodes zemřel, ale židovský historik Flavius Iosephus barvitě líčí jeho krvavou smrt.
Země, kam se Svatá rodina vrátila, je nazývána Izrael (Mt 2,20), přičemž jde o jediné místo v Novém zákoně, kde je Izrael jednoznačně zeměpisným pojmem zahrnujícím Judsko a Galileu spíše než odkazem na soubor věřících lidí nebo židů obecně. Příběh zmiňuje, že se Svatá rodina nejprve chtěla vrátit do Judska, ale když zjistila, že se novým králem Judska stal Archelaos, uprchla do Galileje. Historicky byl Archelaos skutečně násilnický a agresivní král, v roce 6 byl dokonce v reakci na stížnosti obyvatelstva sesazen Římany. Galilea byla ovládána umírněnějším králem Herodem Antipou a jsou historické důkazy o tom, že se Galilea stávala útočištěm těch, kteří prchali před Archelaovou tvrdou vládou.